# Irrigation par jarre

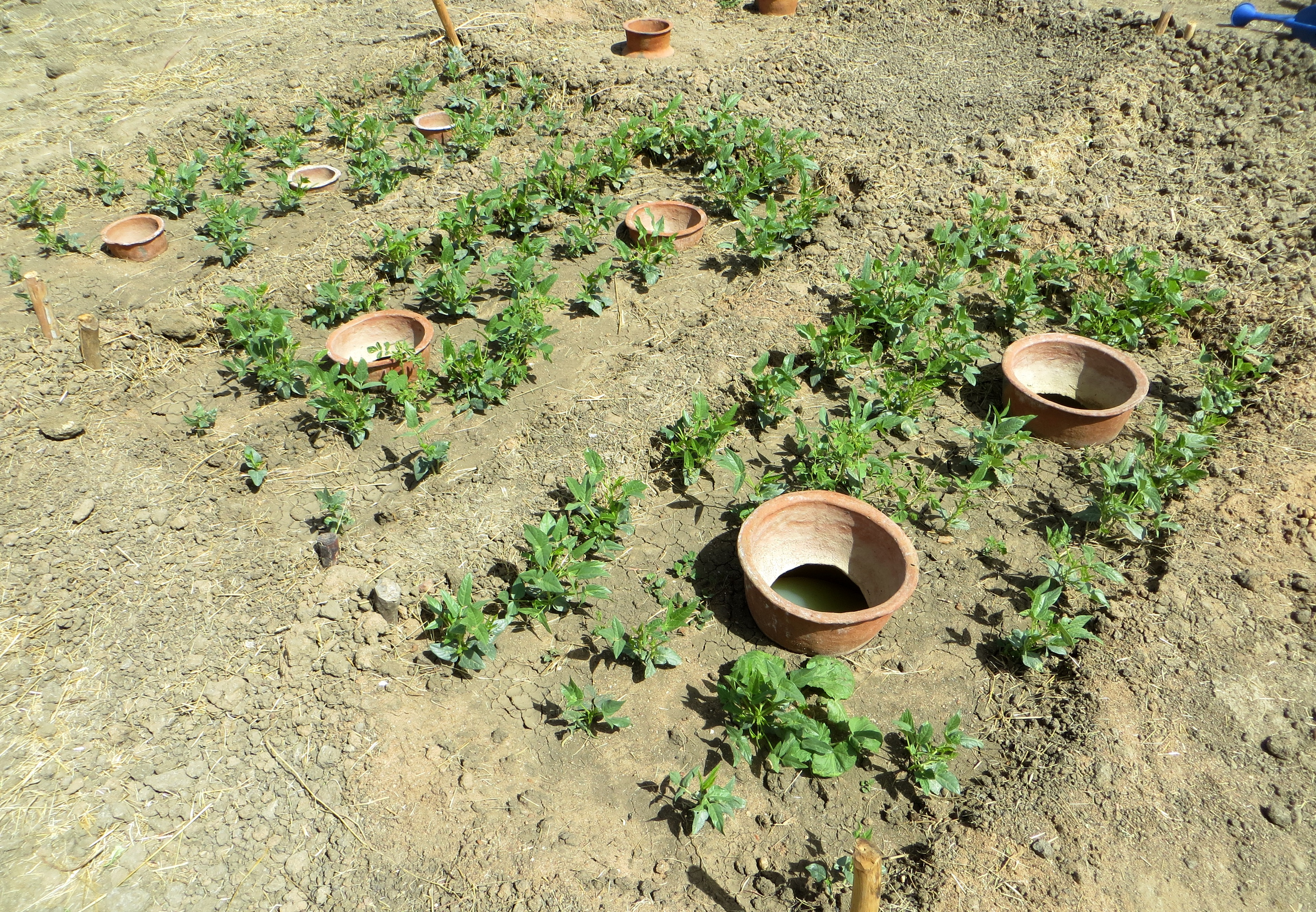
Culture de niébé irriguée par jarres enterrées.

Technique des ollas ou oyas
Pour les articles homonymes, voir Oya (homonymie).
L'irrigation par jarre (poterie poreuse ou ollas) est une technique d'irrigation souterraine, économe en eau et particulièrement adaptée pour les petites exploitations dans les zones arides.
Cette technique repose sur l'utilisation d'un pot d'argile cuit à "basse température" (afin de garder la bonne porosité) que l'on enterre jusqu'au col et remplit d'eau pour irriguer les plantes placées alentour. Les parois poreuses diffusent lentement l'eau qui sera absorbée par les racines des plantes.
Technique ancestrale, de plus en plus connue et reconnue aujourd'hui[réf. souhaitée], elle fait l'objet de multiples recherches scientifiques depuis les années 1960.

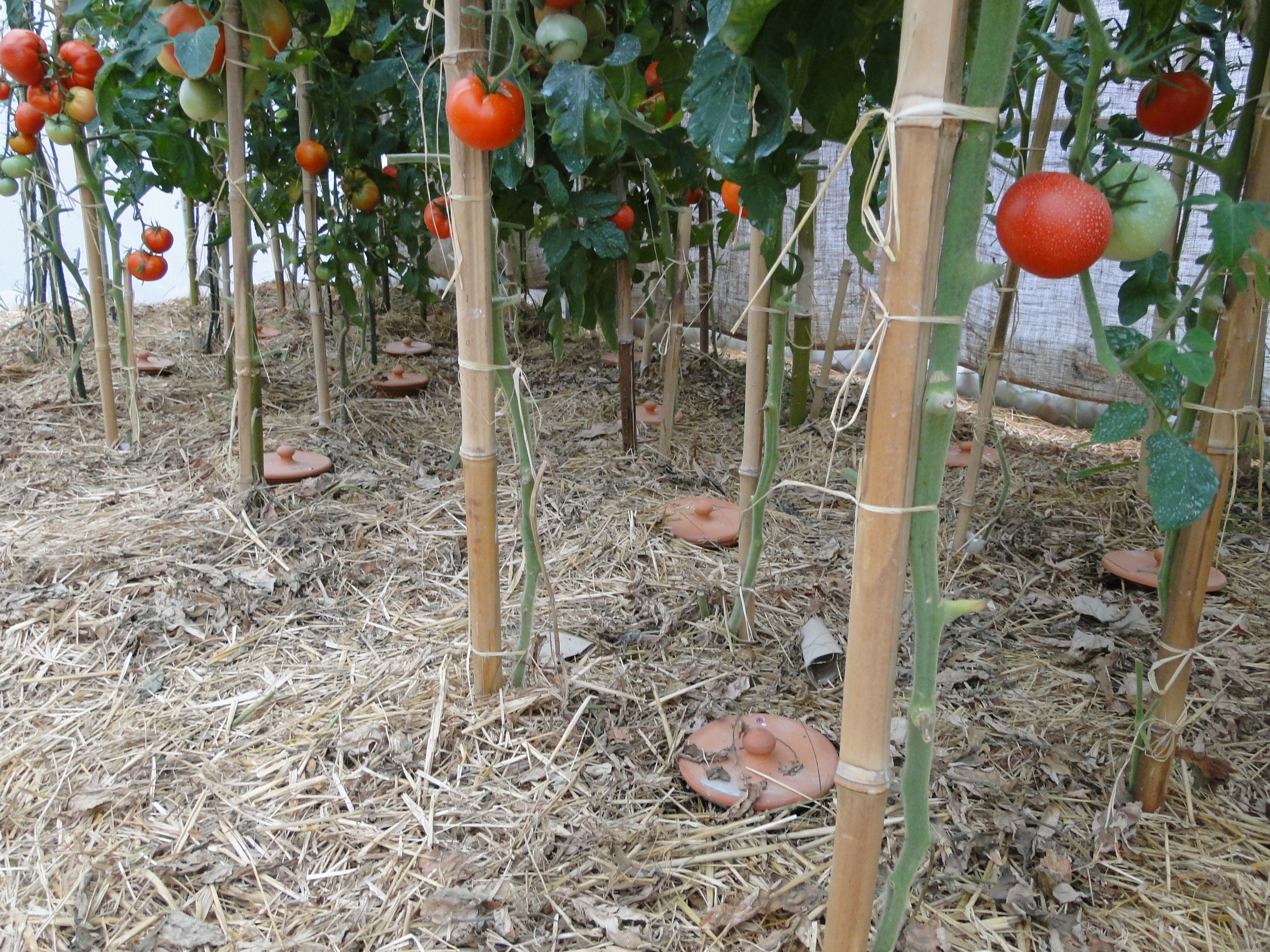
Oyas ou ollas irriguant des plants de tomates

L'irrigation par ollas présente de nombreux avantages : elle est simple et rentable, par rapport à l'arrosage classique, elle économise l'eau (de 50 à 70 %) en réduisant l'évaporation et le drainage. 
L'olla humidifie la terre, permettant ainsi aux plantes situées autour de mieux se développer. Elle diminue le problème des adventices ("mauvaises herbes"), car la croute de terre sèche ne permet pas le bon développement de leurs graines en période sèche, par manque d'eau.
En revanche, elle représente un certain investissement, mais rentabilisé dans le temps (gain de biomasse, baisse de consommation d'eau, etc ...). Les ollas sont fragiles (en matériau naturel, et sans antigel, contrairement à certain pots de fleurs), elles sont gélives et doivent être protégées du gel (en les rangeant ou en les paillant).

## Origine
L'agronome, Fan Shengzhi (en) mentionne l'irrigation par jarre poreuse, il y a 2 000 ans en Chine. Le chercheur T.M. Stein considère, quant à lui, que la technique pourrait provenir de l'Afrique du Nord ou de l'Iran. D'autres chercheurs d'Amérique latine pensent qu'elle proviendrait de l'Empire romain.

## Appellations
Cette technique est aussi connue sous d'autres noms, parmi lesquels : olla ou oya (termes provenant de l'espagnol olla « pot, marmite terre cuite pour le four », « canaris enterrés » et « vases de céramiques poreux », pitcher farming, pitcher irrigation porous ou buried clay pot en anglais, cápsulas porosas en portugais, ou encore potes de arcilla ou riego por succion en espagnol.

## Diffusion actuelle
Son utilisation actuelle par les agriculteurs (notamment les maraîchers) et le jardinier lambda est difficile à mesurer, mais la technique tend à être de plus en plus connue, bien qu'elle soit encore a priori globalement méconnue par le grand public.
Vous trouverez des ollas fabriquées en France, mais aussi des ollas importées, ce qui réduit leur intérêt écologique, qui reste un de leurs objectifs. Il est donc important de vérifier les garanties du lieu de fabrication.

### Asie
En Inde et au Pakistan, cette technique semble être encore utilisée et connue de façon traditionnelle. On la retrouve souvent avec une variante : la méthode de la ficelle,,. Le chercheur M. H. Marigowda (en), considéré comme le père de l'horticulture en Inde, connu pour ses travaux sur l'irrigation en zone aride, aurait promu la technique des jarres, avec et sans ficelle, depuis les jardins botaniques de Lalbagh et dans plusieurs districts du pays.

### Amérique latine
La technique des ollas a fait l'objet de plusieurs recherches dans de nombreux pays d'Amérique latine (Cuba, Panama, Argentine, Brésil, Mexique, Saint-Domingue).
Le Brésil serait le seul pays où la méthode des ollas a fait l'objet d'un projet institutionnel, mené par la Empresa Brasileira de Pesquisa Agropecuária dans l'État du Pernambouc dans les années 1980. Là encore, une variante est appliquée avec l'utilisation de capsules poreuses faites de matériaux différents de l'argile. Selon David A. Bainbridge, la technique serait répandue aussi parmi les agriculteurs du Mexique.

### Amérique du Nord
On trouve aux États-Unis un mouvement autour des ollas, diffusé par internet et soutenu par les acteurs de l'agriculture écologique. Ce sont à la fois des petits fabricants qui vendent des jarres spécialement conçues pour l'irrigation, et aussi de nombreuses vidéos de particuliers proposant des méthodes Do It Yourself (DIY) à l'aide de pots de fleur en terre cuite,,.
Ce pays, qui compte de vastes zones arides, a bénéficié par ailleurs du dynamisme du chercheur David A. Bainbridge[Qui ?], qui a beaucoup travaillé à la vulgarisation des techniques d'irrigation pour les zones arides.

### Afrique
Malgré l'intérêt porté par certains chercheurs (des expériences ont été menées au Nigeria, en Afrique du Sud, au Kenya, en Éthiopie), les acteurs du développement agricole ne semblent pas s'être emparés de cette technologie.
Des chercheurs en Éthiopie affirment que la méthode des jarres d'irrigation est encore totalement méconnue dans leur pays, où elle serait cependant très adaptée.
On peut mentionner pourtant le cas de l'ONG française GRET qui fait mention de cette technique dans un ouvrage dédié à la question de l'eau pour le maraîchage, ou encore la fiche technique mise au point par le projet PACE (Pan African Conservation Education Projet, Action Sheet 44) et les récents essais menés par l'ONG Acra dans la région du Guéra au Tchad.

### Europe
La technique des ollas est presque totalement inconnue en Europe où l'agriculture est très modernisée et où le goutte-à-goutte domine totalement le secteur de la micro-irrigation. Une production artisanale à destination des particuliers se développe en Europe au travers de productions locales de potiers et d'un artisanat localisé, mais aussi par la vente à distance et aux magasins de jardinerie avec des oyas françaises ou étrangères.

### Océanie
Depuis quelques années, un fabricant de « oyya » s'est aussi installé en Australie. Il propose notamment un système de jarres reliées entre elles par des tubes de plastique, eux-mêmes reliés à un réservoir extérieur. Le public est principalement celui de très petits exploitants et jardiniers amateurs.

### Le cas de la permaculture
Pour finir, un secteur particulier de l'agriculture s'est intéressé à la technique des ollas : la permaculture. En effet, il semblerait que le fondateur de la permaculture, Bill Mollison, ait qualifié ce système comme étant « le meilleur système d'irrigation au monde », dans ses vidéos The Global Gardener. Des acteurs de référence de la permaculture, comme la ferme The Urban Homestead aux États-Unis, promeuvent ainsi les ollas depuis de nombreuses années.

## Dynamique de la recherche scientifique
Des chercheurs du monde entier se sont penchés sur les ollas depuis les années 1960, parmi lesquels on peut citer : M. H. Marigowda (en) et R.C.Mondal en Inde, D.A. da Silva, et A. de S. Silva au Brésil, David A. Bainbridge aux États-Unis, Stein T.M. en Allemagne, A.A. Siyal au Pakistan, Majeb Abu-Zreig en Jordanie, ou encore A.E. Daka en Afrique du Sud.
On recense presque une centaine d'articles scientifiques s'intéressant aux divers aspects techniques, et depuis les années 2000, on trouve aussi de nombreuses publications de particuliers sur internet (page web, vidéos). La plupart des publications sont en anglais, mais on en trouve parfois aussi en espagnol, en portugais et en français.

### Les débuts, les années 1960 - 1970
Il existe de nombreuses publications dans le monde entier sur le sujet. Les premières publications spécifiques sur ce sujet datent des années 1960 et proviennent du Mexique. Il y a aussi quelques publications dans les journaux de la FAO sur les pratiques liées à la reforestation en Amérique latine qui en font mention,. Dans les années 1970, les publications se multiplient au Mexique, initiées par le chercheur P.C. Olguín sous l'égide du Colegio de Postgraduados de Chapingo,,,. La technique est alors appelée riego por succion, ou irrigation par aspiration.
Le premier chercheur de langue anglaise ayant travaillé sur les jarres est certainement M. H. Marigowda (en), qui travailla sur les techniques d'irrigation en zone aride entre 1951 et 1977, à sa retraite. Cependant, le premier article en anglais dont on ait une trace est écrit par le chercheur indien R.C. Mondal en 1974, qui sera suivi par un second en 1979. Il appelle alors cette technologie celle des pitcher : les pichets. À la fin de la décennie, on trouve les premiers articles qui mentionnent l'application de cette technique en Afrique et au Moyen-Orient (Iran), publiés par des auteurs anonymes.

### Les années 1980, fort dynamisme de la recherche
Les années 1980 sont les plus fertiles en recherches et articles, toujours dominées par l'Amérique latine et l'Asie.
On note en particulier l'entrée en jeu du Brésil et notamment de la Empresa Brasileira de Pesquisa Agropecuária. Des chercheurs tels que D.A. da Silva et S. Silva ont écrit une série d'articles sur la techniques des capsulas porosas : les capsules poreuses, pouvant être en argile ou dans d'autres matériaux,,. Ici on ne se limite pas seulement à l'intérêt scientifique, on met aussi en pratique, et à relativement grande échelle. Cela stimule l'intérêt d'autres chercheurs en Amérique latine : Panama, Saint Domingue,, Argentine… On trouve d'autres appellations, comme les potes de barro en espagnol, ou encore les porous pots en anglais.
Pendant ce temps, R.C. Mondal en Inde se penche sur la question de l'utilisation de la technique des jarres sur des terres salinisées ou avec de l'eau salée. Le Pakistan voisin publie son premier article sur la technologie des pitchers. Des expériences sont aussi réalisées au Royaume-Uni par des étudiants de Master, mais ne font pas l'objet de publication,.
Enfin, en 1986 sort la première publication aux États-Unis, par David A. Bainbridge dont les travaux feront référence par la suite. Reprenant l'appellation de R.C. Mondal, il parle pour le moment de pitcher irrigation.

### Les années 1990, baisse d'intérêt et coopération internationale
Les années 1990 marquent une forte baisse des publications, mais ouvrent l'ère de la coopération pour le développement, et des publications en français.
Les agences des Nations unies font la promotion de la technologie des jarres : la FAO y consacre un plein chapitre dans une publication sur l'irrigation en 1997 (disponible en français), et l'UNEP aussi en 1998. Le Gret, un institut français pour la coopération internationale, mentionne la technique dans une publication sur le maraichage en Afrique.
En Allemagne, le chercheur T.M. Stein fait plusieurs expériences pour comprendre les facteurs affectant la porosité, et écrit des articles qui feront ensuite référence,. Quelques publications africaines sortent, en provenance de pays anglophones: Kenya, Zimbabwe et Afrique du Sud.

### Des années 2000 à nos jours, mondialisation et nouvelles technologies
Dans les années 2000, les publications reprennent un rythme plus soutenu.
Elles ne proviennent quasiment plus d'Amérique latine (exception faite de Cuba avec C.M. Peña,,), mais surtout d'Asie, avec le Pakistan et en particulier l'auteur A.A. Siyal,,,, du Moyen-Orient avec notamment Majeb Abu-Zreig en Jordanie,, et des États-Unis avec David Bainbridge,,,.
En 2001, pour la première fois, une thèse de doctorat y consacre un chapitre entier, publiée par l'Université de Pretoria en Afrique du Sud. De plus en plus d'universités africaines s'y penchent : Ghana, Nigéria, Éthiopie…
Enfin, depuis les années 2000, un phénomène nouveau apparait : internet. On commence à trouver les premières pages internet sur les ollas (articles et vidéos), publiées par des particuliers. Certains font référence à des fabricants, d'autres aux recherches scientifiques, mais beaucoup promeuvent des méthodes DIY, avec des jarres faites maison à l'aide de pots de fleur,. On constate aussi le développement de fabricants artisanaux d'ollas.

## Aspects techniques

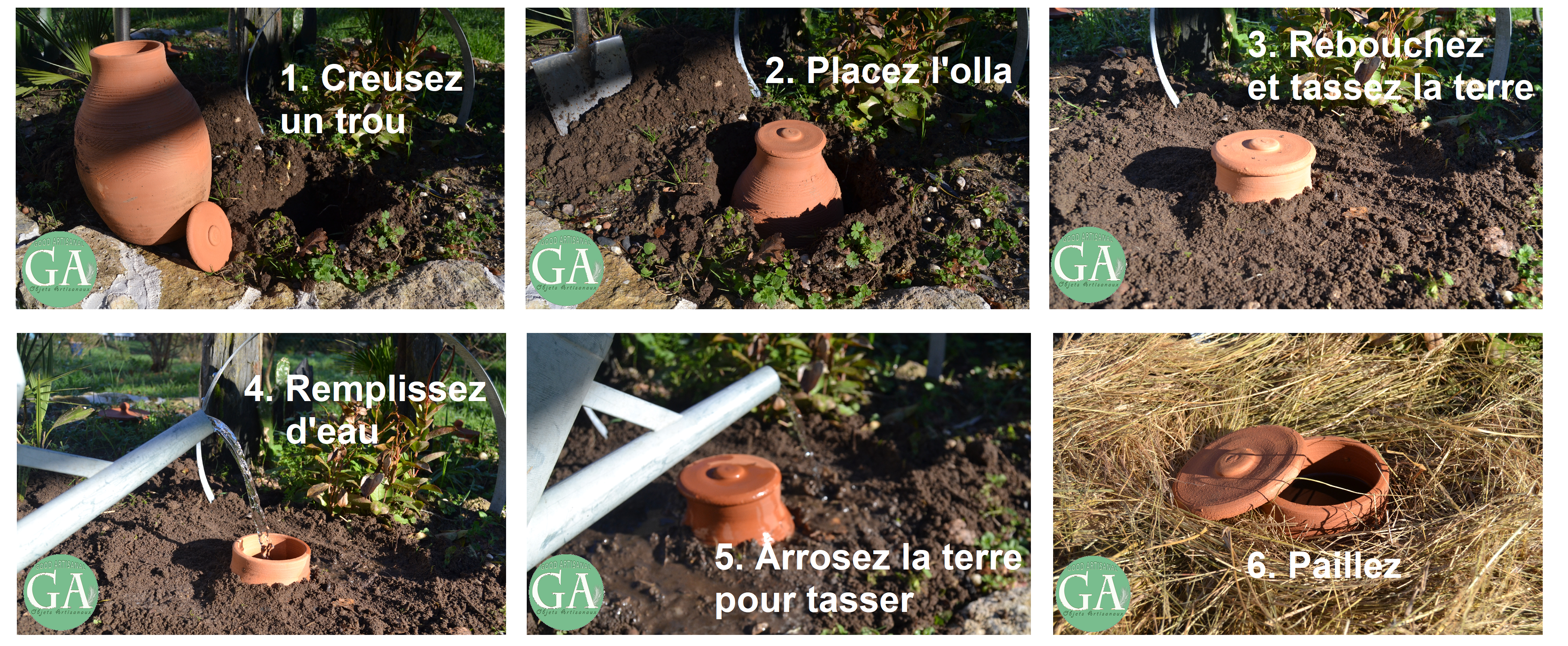
Notice d'installation illustrée des oyas (ollas)

La technique des ollas est assez simple, mais il est important d'en comprendre le fonctionnement et les principales caractéristiques pour assurer une irrigation efficace. En effet, le principal risque est que la jarre ne soit pas assez perméable pour fournir à la plante toute l'eau dont elle a besoin. Pour cela, il est important de connaître à l'avance le besoin d'irrigation de sa culture, et de savoir choisir, ou fabriquer les jarres de façon qu'elles puissent répondre à ce besoin.
Les principaux facteurs affectant le taux d'écoulement de la jarre sont : 
- pour la poterie elle-même : les matériaux utilisés, la température de cuisson de la poterie, l'épaisseur de la paroi (et pour les oyas DIY : le traitement éventuel des surfaces de la céramique ou l'ajout d'autres matériau dans la composition des pots)
- pour l'utilisation de la poterie : la quantité d'eau présente dans l'olla; le taux d'humidité de la terre entourant l'olla; les racines des plantes fixées sur l'olla (qui absorberont une quantité d'eau variable en fonction de l'évapotranspiration de la plante).
On recommande dans tous les cas, pour ne pas prendre de risque, de choisir toujours une jarre plutôt trop perméable que pas assez (ce qui permet également d'augmenter le rayon d'action de l'olla), et d'associer un paillage conséquent du sol pour limiter l'évaporation.

### Besoins d'irrigation des plantes

Schéma du cycle de l'eau.

On attend d'une olla qu'elle présente un taux d'écoulement suffisant pour couvrir les besoins en eau de la plante irriguée, et d'humidifier la terre le plus en profondeur possible.
La plupart de l'eau dont une plante a besoin correspond au volume d'eau qu'elle perd par évapotranspiration chaque jour. En effet, les quantités d’eau stockées dans une plante et celles utilisées par son métabolisme sont insignifiantes par rapport à celles que la plante doit absorber du fait des pertes par transpiration. On peut donc considérer que les besoins en eau des végétaux correspondent aux pertes par évapotranspiration.
L'évapotranspiration réelle d'une plante est définie en fonction de l'évapotranspiration potentielle (ET0) de la zone, du type de plante et du stade de développement de cette dernière. Ainsi, les taux d'évapotranspiration potentielle peuvent varier énormément selon les climats et les périodes de l'année. Dans les zones sahéliennes, le taux d'évapotranspiration potentielle d'une simple pelouse varie entre 6 et 9 mm d'eau par jour, , alors que dans les zones tempérées, il tourne autour de 1 à 2 mm par jour. Pour des cultures potagères ou d'arbres fruitiers, qui ont des besoins en eau supérieurs, il faut considérer des valeurs plus élevées. Dans le test de Abu-Zreig en 2009, seuls les jarres écoulant autour de 8 L d'eau par jour étaient en mesure de pourvoir aux besoins d'un olivier de trois ans dans les conditions climatiques de la Jordanie.

#### Calcul simplifié du besoin d'irrigation

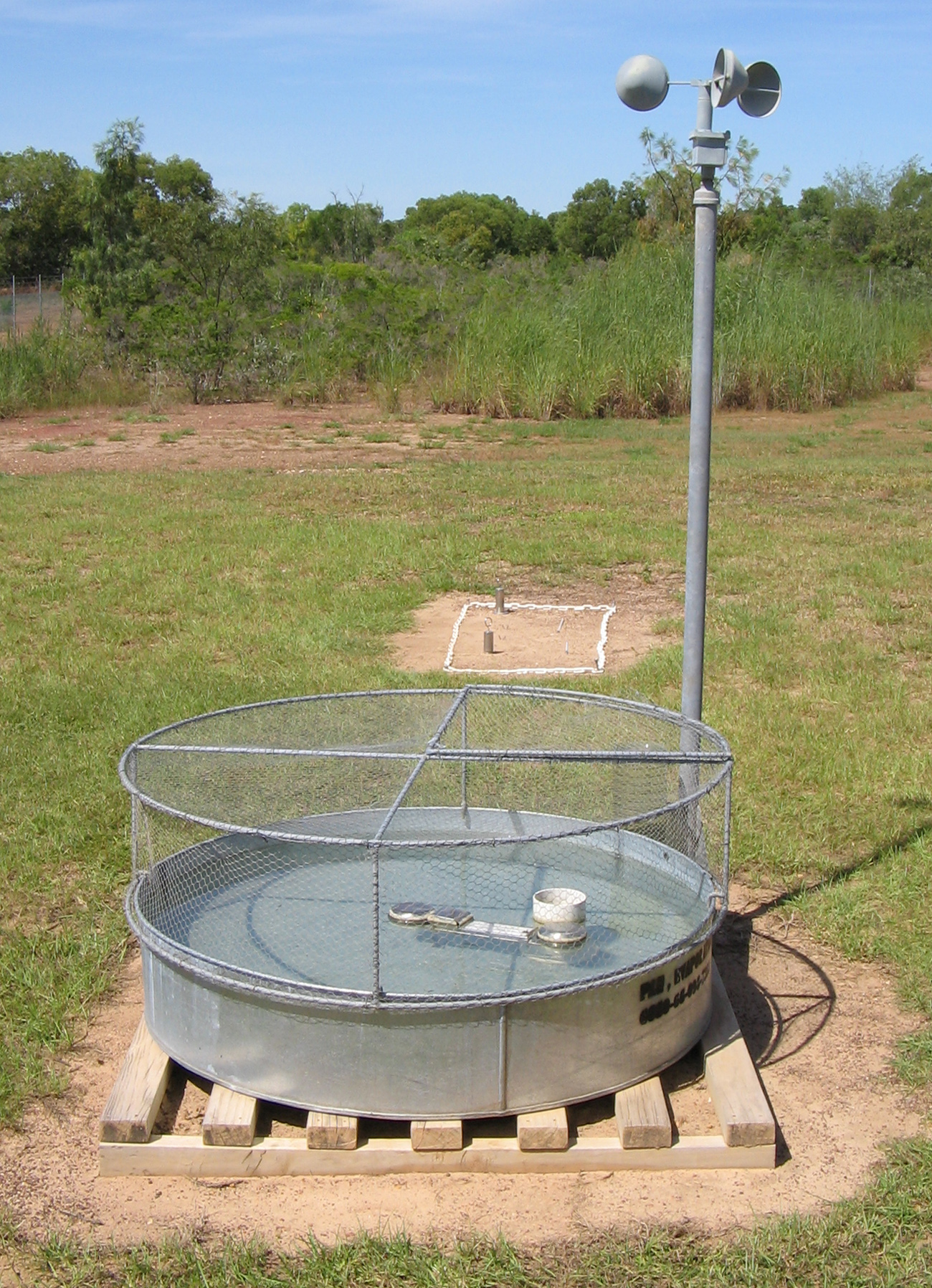
Bac d'évaporation.

Il existe de nombreuses méthodes et même divers logiciels pour estimer les besoins en eau d'une plante, plus ou moins précisément. Selon Daniel Hillel dans une publication de la FAO, on peut estimer de façon simplifiée les besoins d'irrigation de la façon suivante :
- il faut d'abord mesurer le taux d'évaporation de la zone à l'aide d'un bac d'évaporation, Ebac,
- on applique au taux d'évaporation obtenu un coefficient correcteur de 0,66 pour obtenir le taux d'évapotranspiration potentielle (ET0) d'un couvert végétal,
- pour prendre en compte au mieux le stade de développement du couvert végétal en question, il faut diviser le coefficient correcteur par 2 (soit {\displaystyle \textstyle {\frac {0,66}{2}}=0,33}) et le multiplier par {\displaystyle 1+C}, où {\displaystyle C} est la fraction du sol couvert par les plantes (0 si semis, 1 si le sol est totalement recouvert).

Cela nous donne la formule ci-dessous :
{\displaystyle I=(0,33\times (1+C))E_{bac}}
où
{\displaystyle I} : Besoin d'irrigation
{\displaystyle E_{bac}} : le taux d'évaporation mesuré dans le bac pour 24 h
{\displaystyle C} : le taux de couverture du sol par les plantes

### Taux d'écoulement de la jarre

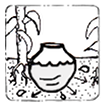
Schéma d'une jarre d'irrigation enterrée.

Il faut donc être attentif à sélectionner une jarre avec un taux d'écoulement suffisant pour couvrir les besoins de la plante dans les conditions climatiques données. Mais le taux d'écoulement d'une jarre en argile n'est pas une donnée fixe, comme c'est le cas pour d'autres systèmes d'irrigation.
Le taux d'écoulement d'une jarre est, entre autres, fonction de :
- la hauteur de l'eau dans la jarre ;
- l'évapotranspiration ;
- la conductivité hydraulique de la jarre.

Le taux d'écoulement est donc difficile à estimer.

#### Impact de la hauteur de l'eau
La hauteur de l'eau dans la jarre est un facteur essentiel du taux d'écoulement. Dans le test d'Abu-Zreig et alt de 2009, une jarre enterrée et remplie chaque 24 h présentait un taux d'écoulement de 2 350 ml/jour, alors que cette même jarre, maintenue à un niveau de remplissage constant, est parvenue à un taux d'écoulement de 5 939 ml/jour, soit deux fois plus important. De même, lorsqu'on laisse une jarre pleine s'écouler complètement, on constate que la première moitié de l'eau s'écoule très rapidement, du fait de la pression exercée par le niveau de l'eau, et plus la jarre se vide, plus le taux d'écoulement ralentit.
Pour cette raison, une olla plus volumineuse présente un taux d'écoulement plus important qu'une jarre plus petite. Pour obtenir un taux d'écoulement élevé, on conseillera d'utiliser des jarres au volume supérieur à 5 L et de les remplir fréquemment si la jarre est utilisée en autonomie. Le journal national Pakistanais Dawn.com conseille un volume de 6 à 12 L pour une culture potagère. Dans le cas de jarres reliées à un réservoir disposé en hauteur, elles vont bénéficier d'une pression importante du fait du quasi-maintien du niveau d'eau dans l'olla ce qui pourra compenser un plus faible volume.

#### Impact de l'évapotranspiration

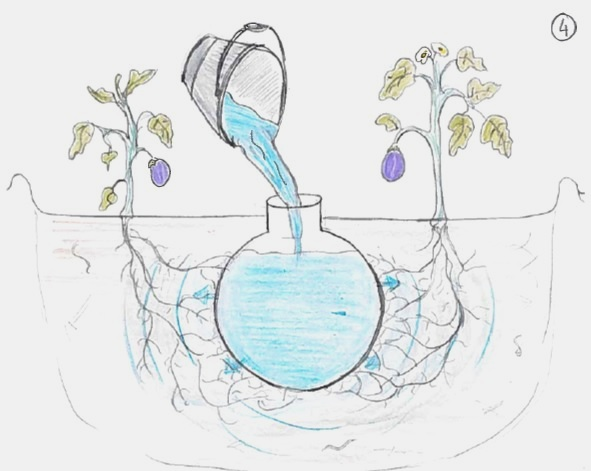
Schéma d'irrigation par jarre enterrée : les racines s'orientent vers les parois de la jarre pour aspirer l'eau à sa source.

La conductivité hydraulique agit en fonction d'une double pression : la pression de l'eau à l'intérieur de la jarre, et la pression du milieu à l'extérieur de la jarre. Ainsi, un sol ou un air très sec à l'extérieur de la jarre va exercer une pression de succion entraînant l'écoulement de l'eau par les parois hors de la jarre, faisant que la jarre s'adapte aux conditions extérieures. Dans les tests de Abu Zreig et alt (2006) sur la capacité autorégulative de la jarre, on a pu observer que l'écoulement d'un pot peut être multiplié par 10 selon que l'évapotranspiration est nulle (ET= 0,8 mm/jour, humidité relative de 100 %), ou s'il fait 45 °C (ET=15,9 mm/jour).
Dans le cas d'une jarre enterrée, la pression extérieure sera la succion exercée par le sol. En effet, plus le taux d'humidité du sol diminue, plus la tension de succion du sol augmente. L'humidité du sol diminue du fait de l'évapotranspiration et de l'aspiration de l'eau par les racines; ou du drainage. Lorsqu'un sol est très sec et permet une bonne percolation, la tension du succion est forte et fait augmenter le taux d'écoulement depuis la jarre. Inversement, en sol saturé, la tension de succion est nulle et l'écoulement s'arrêtera. Si la jarre est vide, alors l'équilibre entre les différentes pressions s'inverser et un léger suintement peut alors se produire de l'extérieur vers l'intérieur de l'olla.
L'olla adapte donc naturellement  la vitesse de son écoulement d'eau au taux d'humidité du sol l'entourant, et par conséquent, permet de répondre au besoin de la plante. La plante aspire l'eau du sol par ses racines pour satisfaire ses besoins, en fonction de l'évapotranspiration (elle-même en fonction de la T°, du taux d'ensoleillement, de la photosynthèse, de la taille de la plante, du développement racinaire, etc ...). 
En outre, les racines se développant en direction de l'humidité, elles se dirigent vers l'olla et au bout de quelque temps, les parois de la jarre se retrouvent recouvertes de racines venant puiser l'eau directement à la source (en particulier pour les plantes au système racinaire important comme les tomates). Ainsi, une jarre ne se comporte pas de la même façon à l'atmosphère et une fois enterrée, elle s'adapte aux conditions de son milieu.
Dans les tests menés par le chercheur Abu-Zreig, des jarres dont l'écoulement moyen à l'atmosphère étaient de 1 700 ml/jour, présentaient ensuite un écoulement de 2 700 ml/jour une fois enterrées dans une parcelle de Jordanie, soit un taux 1,5 fois supérieur. Inversement, dans les tests menées par l'ONG Acra au Tchad, des jarres de 15 L présentant un taux d'écoulement à l'atmosphère de 2 000 ml/heure (elles se seraient donc vidées en moins de 8h), mettaient ensuite plusieurs jours à se vider une fois enterrées dans un sol arrosé au préalable. Il n'y a donc pas de corrélation directe entre les taux d'écoulement à l'atmosphère et en sol, tout dépend des conditions d'humidité et de température du milieu.

#### Conductivité hydraulique
Les scientifiques qui ont étudié les ollas raisonnent en termes de conductivité hydraulique. La conductivité hydraulique (K) est l'aptitude d'un milieu poreux à laisser passer un fluide sous l'effet d'un gradient de pression, et elle est généralement exprimée en mètres par seconde (m/s). C'est une grandeur dépendant à la fois des propriétés du milieu poreux où l’écoulement a lieu, des propriétés du fluide qui s'écoule (ici, l'eau) et du degré de saturation du milieu poreux (pour simplifier les mesures, la plupart des chercheurs ont choisi de mesurer la conductivité hydraulique à saturation).
On s'intéresse donc ici aux propriétés du milieu poreux, à savoir les parois de la jarre. On retient comme facteurs affectant la conductivité hydraulique : la composition, la température de cuisson et le traitement de la surface de la céramique.

##### Composition

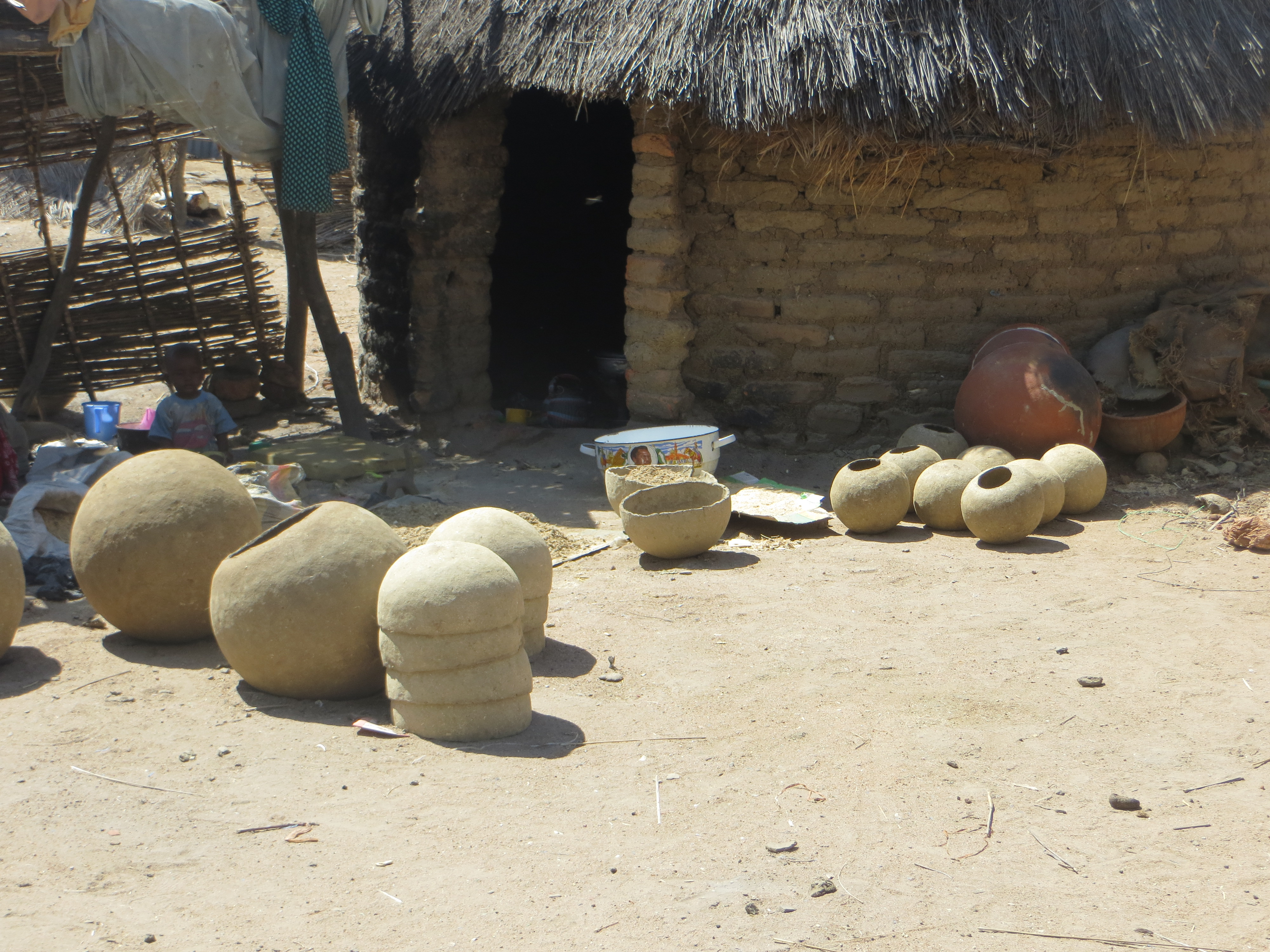
Atelier de fabrication artisanale de jarres en terre cuite au centre du Tchad.

Les matériaux utilisés pour fabriquer l'olla doivent comprendre de l'argile et éventuellement des matériaux plus perméables ou grossiers. Dans ce cas, des tests menés par l'ONG Acra en 2015 et ceux de Igbadun et al en 2013, ont permis d'identifier les matériaux suivants, en complément de l'argile :
- de la sciure de bois ;
- de la bouse d'âne ou autre herbivore ;
- du sable ;
- des morceaux de poteries brisées.

La perméabilité du matériau final varie en fonction des proportions utilisées (bien entendu, on peut même utiliser uniquement l'argile sélectionnée pour ses propriétés poreuses après cuisson). 
Si on souhaite une jarre avec un taux d'écoulement encore plus important (ou si l'argile seule n'est pas assez poreuse après cuisson), on peut utiliser sciure de bois ou bouse, dans une proportion de 10 % (si on considère le poids), ou de 50 % (si on considère le volume). Pour le sable et les poteries brisées, un ration de 4 :1 permet d'obtenir une porosité effective d'environ 10 à 15 %, soit un taux d'écoulement moyen.

##### Cuisson
Les jarres doivent être cuites à faible température, en dessous de 1 000 °C. Par exemple, une jarre faite exclusivement d'argile peut atteindre une porosité effective d'environ 18 % si cuite à 850 °C.
Si elles sont cuites à feu ouvert (bois, bouse, paille), la température sera très probablement en dessous de cette valeur et donc pas d'inquiétude. Si elles sont cuites dans un four, on peut vérifier la température en insérant dans le four un bout de cuivre, qui fond à 1 083 °C ou de manière plus précise et plus efficace, avec un système conduisant la T° et le temps de cuisson.
Il est recommandé en revanche de ne pas cuire les céramiques à une température trop basse, sans quoi elles risquent de se briser par réaction chimique au contact d'un sol trop calcaire ou salin.

##### Traitement de surface
La poterie ne doit en aucun cas être émaillée. Si la jarre n'est pas suffisamment perméable, il est possible de poncer légèrement la surface externe, et augmenter ainsi la conductivité hydraulique jusqu'à 30 %.

### Tester le taux d'écoulement avant installation
Si l'on souhaite tester de façon très grossière le taux d'écoulement d'une jarre avant de l'installer, on peut déposer la jarre (préalablement humidifiée) dans un seau, à l'ombre et à l'abri du vent, près de l'endroit où elle sera utilisée, la remplir et la laisser reposer pendant 24 heures (action jour / nuit). Après ce délai, retirer la jarre et mesurer la quantité d'eau qui se trouve dans le seau. On peut ainsi en déduire un taux d'écoulement par heure et donc par jour ...hors soleil / évaporation, hors variation du taux d'humidité de la terre, et hors succion par la terre et les racines (donc avec une fiabilité modérée)
Le journal Dawn du Pakistan recommande un taux d'écoulement au moins égal à 15 % du volume en 24 h. 
S'il n'est pas possible de réaliser ce test, on peut aussi simplement verser de l'eau sur la jarre identifiée, et vérifier que les parois s'en imprègnent immédiatement.
En 2009, des tests du chercheur Abu-Zreig ont montré que sur une série de onze jarres testées, seules deux étaient en mesure de fournir à la plante toute l'eau correspondant à sa demande. Il est donc possible, en particulier lorsqu'on utilise des jarres non conçues spécifiquement pour l'irrigation, que la céramique ne soit pas en mesure de fournir toute l'eau nécessaire.
Dès lors, dans la mesure du possible, il est préférable de choisir une jarre plutôt très perméable, qui s'adaptera ensuite aux conditions du milieu.

### Infiltration de l'eau selon le type de sol

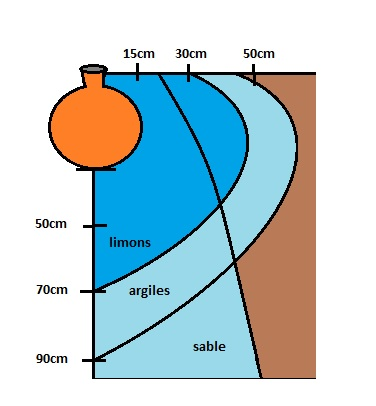
Schéma montrant l'infiltration de l'eau dans les différents types de sol : sols de type limoneux, sols de type argileux, sols plutôt sableux.

Le type de sol est un facteur important qui joue sur la vitesse et la direction de propagation de l'eau. À l'aide du logiciel HYDRUS-2D, les chercheurs A.A. Siyal, M. Van Genuchten et T.H. Skaggs ont modélisé l'infiltration de l'eau à partir d'une jarre dans 9 types de sols différents. On s'intéresse en particulier à la zone d'humidité ou wetting zone, créée par l'infiltration de l'eau dans le sol autour de la jarre. Pour une jarre de 20 L présentant une conductivité hydraulique de 0,070 m/s (plutôt faible), la zone d'humidité était de 20 cm de rayon autour de la jarre dans un sol sableux, de 25 cm dans du sable limoneux, de 35 cm dans un sol sablo argilo limoneux, et jusqu'à 45 cm dans un sol limoneux ou argilo limoneux.
Ces conclusions sont confirmées par les données provenant de différents articles, où on trouve en général des zones d'humidité variant entre 20 cm et 60 cm de rayon autour d'une jarre. Il faut noter enfin que, plus le taux d'écoulement de la jarre est important (soit parce qu'elle a un grand volume, soit parce que ses parois sont perméables), plus la zone d'humidité aura un rayon important.[réf. nécessaire]
Les plantes à irriguer devraient idéalement se situer dans la zone d'humidité de la jarre. Cependant, il faut noter que les plantes aux systèmes racinaires puissants, les tomates par exemple, seront capables de détecter la zone d'humidité et d'y orienter leurs racines même si elles ne se trouvent pas exactement situées dans la zone d'humidité.[réf. nécessaire]

## Comparaison avec d'autres systèmes d'irrigation
Comparée aux autres formes d'irrigation, l'irrigation par jarre est très efficiente, elle permet des économies d'eau de 50 à 70 % et des rendements supérieurs. Une parcelle irriguée par jarre produira, par m3 d'eau apportée, jusqu'à 7 fois plus de biomasse qu'une parcelle irriguée par une autre méthode. 

### Efficacité de l'utilisation de l'eau
On parle ici du nombre de kg d'aliments produits par m3 d'eau d'irrigation utilisée. D'après tous les articles traitant de la question, le système d'irrigation par jarre est de loin le plus efficient à ce niveau.  Information très douteuse car ce système n'est même pas mentionné dans le rapport IWA-20 qui indique une efficience supérieur aux systèmes goutte-à-goutte enterrés. Le débit des systèmes poreux tend à diminuer par le colmatage et l'utilisateur ne peux pas suivre la courbe croissante des besoins en eau d'une plante du début à la fructification. 
| Irrigation de surface, par sillons  | 0,7 |
| Irrigation par aspersion/ sprinkler | 0,9 |
| Goutte à goutte                     | 1,4 |
| Jarres enterrées                    | 7   |

#### Économie d'eau
D'importantes économies d'eau sont réalisées avec les jarres par rapport aux autres systèmes d'irrigation, du fait de la diminution des pertes par évaporation et par infiltration. Selon les tests menés par A.E. Daka, l'irrigation par jarre permet des économies d'eau allant 50 à 70 % par rapport à une irrigation à l'arrosoir, qui fait déjà partie des systèmes occasionnant le moins de pertes. En effet, l'irrigation par arrosoir était considérée comme ayant une efficacité de 80 % (soit 80 % de l'eau versée servant aux besoins de la plante), un niveau très élevé déjà par rapport à l'irrigation par aspersion et de surface qui présentent une efficacité respective de 65 % et 50 %. Dans des tests menés au Kenya comparant l'irrigation de surface par sillons et par jarres, l'économie d'eau était supérieure à 97 % pour les cultures testées, tomates et maïs.

#### Meilleurs rendements
Les rendements quant à eux seraient plus importants avec une irrigation par jarre par rapport aux autres formes d'irrigation. Dans les tests de A.E. Daka, comparant les rendements de 7 cultures irriguées par jarres, arrosoirs et sprinkler, on trouve que les rendements par jarres sont globalement supérieurs aux autres. Pour 3 cultures, les rendements sont significativement supérieurs (+26 % pour les navets, +38 % pour les choux-fleurs et +58 % pour le maïs), pour les haricots ils sont légèrement supérieurs, pour les oignons et les tomates ils sont équivalents, et pour le chou seulement ils sont légèrement inférieurs. En Éthiopie, les rendements de tomates obtenues avec une irrigation par jarres étaient 50 % plus élevés qu'avec une irrigation de surface.

### Enracinement des plantes en profondeur
Enfin, par rapport à d'autres types d'irrigation localisée, en particulier l'irrigation goutte à goutte, la technique des ollas présente cet avantage que les racines vont se développer en profondeur, et permettre à la plante de subvenir à ses besoins même en cas d'arrêt momentané du système d'irrigation.
En effet, le goutte-à-goutte présente cet inconvénient que les goutteurs se situant à la surface du sol, les racines se développent principalement au niveau de cette zone. Dès lors, si le système d'irrigation vient à tomber en panne, les plantes n'ont pas le système racinaire adéquat pour aller chercher l'eau plus en profondeur et vont dépérir très rapidement.

### Irrigation à capacité au champ
La capacité au champ c'est le volume d'eau qu'un sol peut retenir dans ses micro-pores, alors que les macro-pores sont drainés. C'est le niveau d'humidité idéal pour la plante. Au-delà de la capacité au champ, la plante risque l'asphyxie car tous les pores du sol, micro et macro, sont saturés. À l'inverse, si le taux d'humidité diminue trop, on atteint le point de flétrissement, lorsque la plante ne parvient plus à extraire l'eau du sol. Entre le point de flétrissement et la capacité au champ se trouve la zone de confort de la plante, au-delà, le stress hydrique.
L'irrigation par jarre, qui s'adapte automatique à l'humidité du sol, permet de maintenir l'humidité du sol au niveau de capacité au champ.
Par contre, les systèmes d'irrigation conventionnels font passer le sol et les plantes par des cycles de trop d'eau puis de manque d'eau. En effet, lors de l'arrosage, l'eau se trouve en trop forte abondance dans le sol, rendant son utilisation par la plante difficile car ses racines sont noyées. S'ensuit une période brève où la quantité d'eau dans le sol est au juste niveau pour permettre son utilisation par les plantes et micro-organismes. Enfin, l'eau continue de s'infiltrer et peu à peu le sol s'assèche, atteignant le seuil de flétrissement. C'est pourquoi on cherche aujourd'hui à optimiser les systèmes d'irrigation par des calculs très précis, parfois complétés par l'installation de sondes et de tensiomètre pour mesurer l'humidité du sol.

### Diminution des mauvaises herbes
Selon David A. Bainbridge, l'utilisation d'un système d'irrigation souterrain permet de diminuer significativement le développement de mauvaises herbes par rapport à une irrigation par aspersion ou par inondation. Il reporte avoir trouvé, lors d'un essai, 90 kg d'adventices sur 1 acre de terrain (environ 4 000 m2) irrigué par jarres enterrées, alors que sur la même surface irriguée par inondation, on trouvait 8,5 tonnes de mauvaises herbes.
L'absence de mauvaises herbes réduiraient en outre la présence de limaces, qui sont des ravageurs importants des cultures.

### Utilisable en sol salin ou avec de l'eau salée
L'humidité constante du sol maintenue par la jarre a pour effet de tenir les sels éloignés de la zone des racines et permet ainsi aux racines de pousser dans la zone d'humidité. En Inde, des rendements de 27 tonnes/hectares auraient été obtenus en utilisant de l'eau d'irrigation salée à EC 10,2 mmhos/cm, alors que dans la même zone et avec de l'eau non salée, les rendements ne dépassaient pas 25 tonnes/hectares.

### Simplicité, accessibilité et coût
Les ollas sont faites de matières premières facilement accessibles et peu coûteuses : argile, sable, sciure de bois, etc. Dans les pays développés, les produits de fabrication industrielle sont moins chers que ceux de fabrication artisanale. Mais dans les pays en développement par contre, les potiers sont nombreux et les jarres font encore partie des produits les plus diffusés.
Le coût énergétique pour la fabrication des poteries est quant à lui relativement important (ce qui explique en partie leur coût), mais reste en-deçà du coût énergétique d'une poterie cuite à plus de 1000°C (rappelons-le, les ollas sont cuites à moins de 1000°C). Le mode de cuisson aura un impact sur le rejet des gaz à effet de serre (une cuisson au bois ou au gaz générera plus de GES qu'une cuisson électrique). 
Le transport et l'envoi des ollas sont eux-aussi des posts importants (économiques et écologiques), c'est pourquoi il est préférable de choisir des entreprises locales plutôt que des envois pour des pièces aussi fragiles et lourdes (impact transport + emballage).
Dans les pays en développement, l'utilisation des jarres d'irrigation apportera de nombreux bénéfices :
- lutte contre la pauvreté grâce à la fabrication des jarres par la main d’œuvre locale ;
- valorisation du rôle et du savoir faire des femmes, qui sont souvent les « potières » ;
- utilisation de matériau locaux, facilement trouvables et donc qui ne présenteront pas de problème de pénurie ;
- bas coût, abordable pour les petits agriculteurs, contrairement aux installations goutte-à-goutte qui sont hors d'atteinte ;
- augmentation des surfaces cultivables et des productions, permettant de diversifier l'alimentation et de lutter contre l'insécurité alimentaire.

### Inconvénients
La technique des jarres présente aussi des inconvénients par rapport à d'autres systèmes d'irrigation. Entre autres, on peut mentionner :
- fragilité du matériau : les jarres se cassent facilement (coups accidentels, ou gel);
- pénibilité de l'installation : les jarres doivent être enterrées;
- faible mobilité : une fois installée pour la saison, la jarre sera difficilement déplacée (car les racines seront déjà implantées autour de l'olla;
- entretien : les jarres peuvent finir par se boucher si vous utiliser de l'eau calcaire. Il faut donc préférer l'eau de pluie (NB: récupérateur d'eau protégé des UV pour limiter le développement des algues). Vous pouvez aussi nettoyer l'intérieur une fois par an avec de l'eau légèrement acide (eau  + vinaigre blanc par exemple), et poncer légèrement la partie extérieure de l'olla. Ainsi, vous prolongerez leur durée de vie.

## Variantes
Il existe de nombreuses variantes aux ollas, qui permettent son utilisation dans de nombreuses situations différentes. Entre autres on peut citer : la méthode de la ficelle attachée à la jarre et par laquelle l'eau remonte par capillarité, l'utilisation de pot de fleurs en guise de jarre, et l'utilisation de tuyaux d'argile poreux.

### Méthode de la ficelle

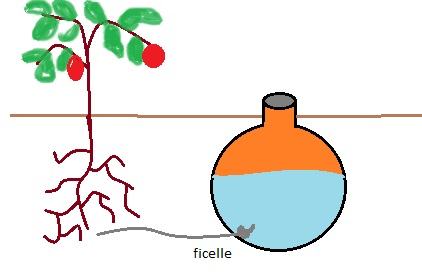
Irrigation par jarre et ficelle.

De même, on peut utiliser des jarres très peu ou pas du tout poreuses en perçant le fond de la poterie et en y enfilant une ficelle. On bloque la ficelle par un nœud à l'intérieur de la jarre, et la ficelle est ensuite enterrée près des plants à irriguer.
La ficelle doit pas être courte, elle doit simplement suffire à rapprocher l'eau des racines de la plante. L'eau va remonter la ficelle par capillarité et/ou gravité, selon le cas, et irriguer la plante . Dans cette version, il n'est pas nécessaire (bien que recommandé pour limiter l'évaporation) d'enterrer la jarre.
Cette méthode est, entre autres, utilisée au Pakistan, .

### Irrigation par pots de fleurs: DIY

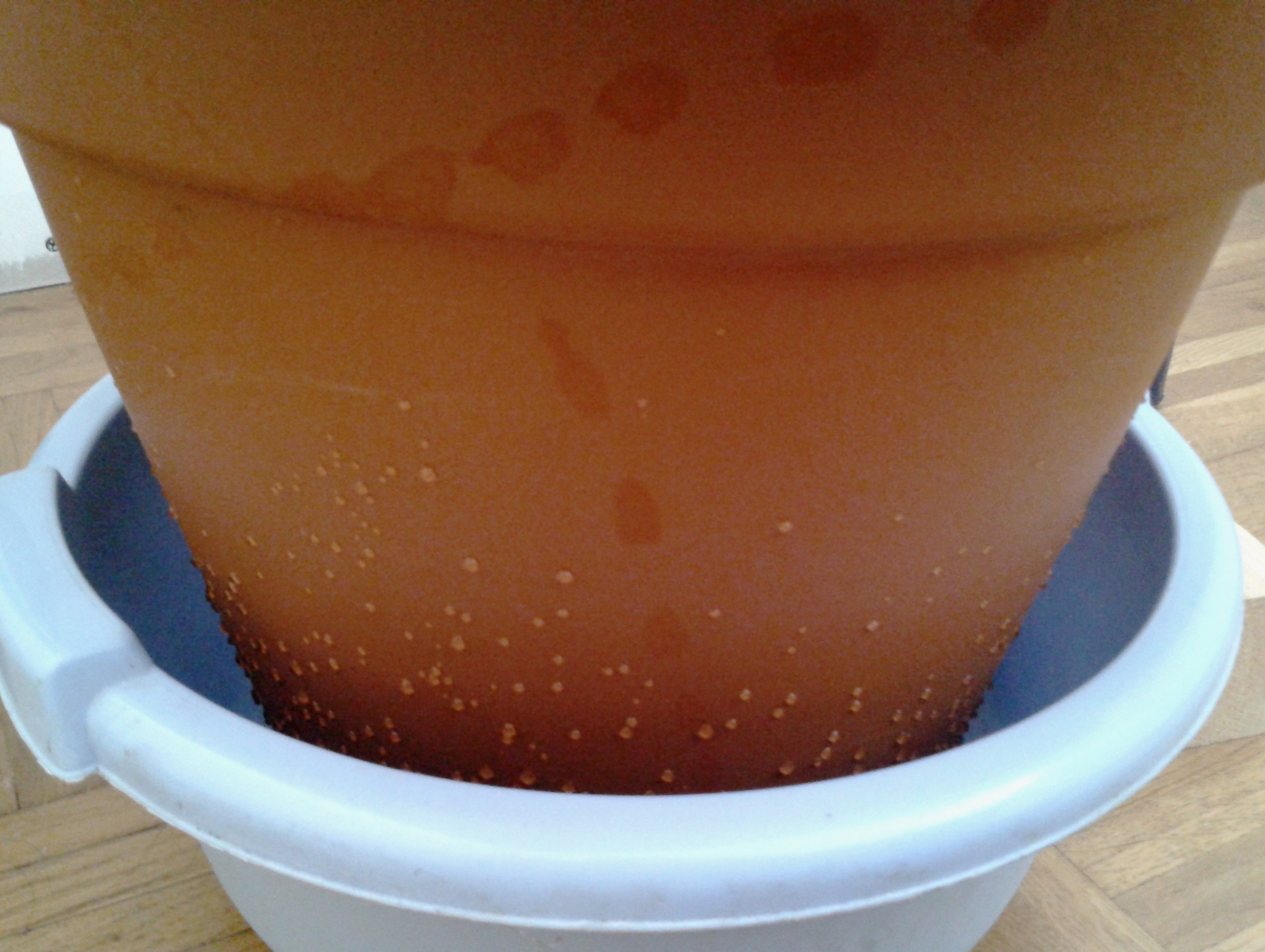
Observation de l'écoulement de l'eau à partir d'un pot de fleur 1 h après remplissage.

L'irrigation par pots de fleurs en terre cuite est la plus simple à mettre en place dans les pays développés (de fabrication industrielle, ces pot sont disponibles dans toutes les jardineries).[réf. nécessaire]
Pour transformer un pot de fleur comme jarre d'irrigation, il est nécessaire de boucher hermétiquement le trou de drainage situé au fond du pot. Pour cela, on peut utiliser un bouchon en liège, un bouchon en plastique ou encore fixer un bout de plastique avec du silicone (mais cela peut présenter des risques pour votre santé, du fait de la nature de ces colles). Par ailleurs, renseignez-vous après de votre magasin si ces pots contiennent uniquement de l'argile naturelle, ou s'ils contiennent d'autres substances (et vérifier leur impact sur votre santé). 
Enfin, il faut évaluer la porosité de ces pots, qui devra être suffisante pour permettre une bonne humification de la terre sur un rayon d'action suffisamment large, et se procurer un pot d'un grand volume, ainsi qu'un couvercle.
On peut :

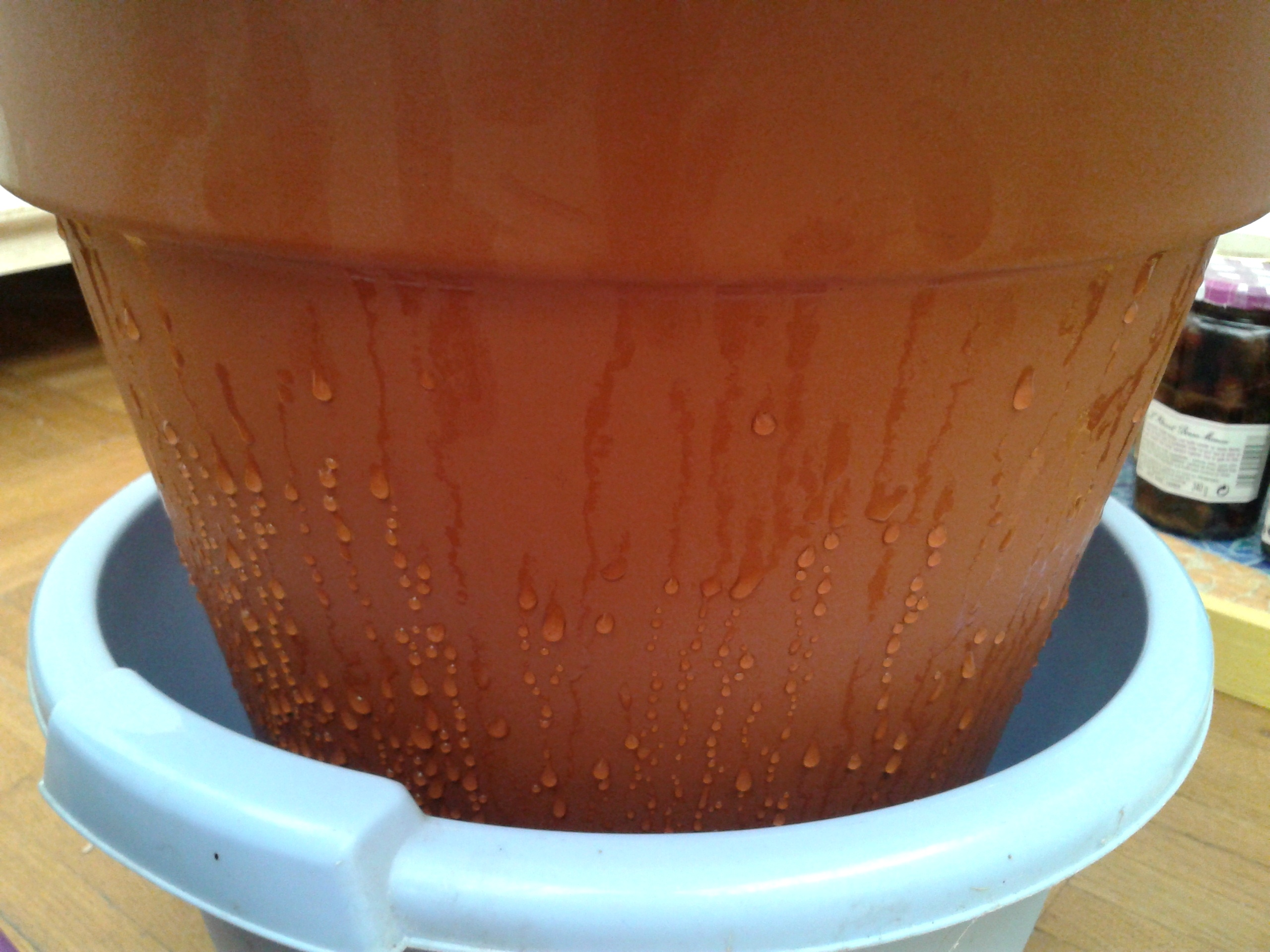
Observation de l'écoulement de l'eau après remplissage.

- utiliser un pot simple, conique, recouvert de sa coupelle pour éviter l'évaporation,
- sceller un pot à sa coupelle pour obtenir un cône renversé,
- ou encore sceller deux pots entre eux de façon à obtenir une forme de losange (attention à l'impact sur la santé avec les colles ou mastiques utilisées)

La forme en losange permet d'avoir une plus large superficie, mais malheureusement souvent perméable au niveau du raccord, à 20 cm de profondeur (l'eau située au dessus de ce niveau se vide trop vite). De nombreux sites internets et vidéos expliquent en image comment créer son « olla » à partir de pots de fleurs,,.
Enfin, il est possible de raccorder les pots entre eux par des tuyaux de plastique de type goutte-à-goutte.

### Irrigation par tuyaux d'argile enterrés
Aussi appelé clay pipe en anglais, ce système présente les mêmes avantages que celui des jarres enterrées. Des tuyaux en argile poreux sont fabriqués, soit d'argile pure soit mélangée avec d'autres matériaux (sable, sciure de bois, etc), et disposés en champ à une profondeur d'environ 25 cm, légèrement inclinés. Dans les essais réalisés par Igbadun H.E. et Barnabas J. au Nigeria, les tuyaux étaient composés de 3 morceaux de 50 cm assemblés pour former des tubes de 1,5 m. À une extrémité, un tube en coude était placé, dont 5 cm étaient émergés à la surface pour permettre le remplissage. À l'autre extrémité, le dernier tuyau était bouché. L'épaisseur des parois était de 2,5 cm, soit 3 fois plus épaisses que pour les jarres, pour un diamètre extérieur de 10 cm. La jointure entre les morceaux doit être scellée avec du ciment, plastique ou autre, pour éviter les fuites. La zone d'humidité à partir d'un tuyau d'argile peut varier entre 30 et 60 cm.
Les résultats obtenus avec cette technique sont très prometteurs. D'après David A. Bainbridge, des essais conduits à Avignon en France sur le maïs auraient permis 80 % d'économie d'eau, réduction de 50 % de fertilisants, augmentation des rendements de 83 %, et l'absence presque totale de mauvaises herbes entre les rangs.
Cette technique, par rapport à celle des jarres, est adaptée pour des plus grandes surfaces irriguées et des exploitations mécanisées. L'inconvénient majeur est cependant la difficulté d'obtenir des tuyaux d'argile pour l'irrigation. Un fabricant de tuyaux équipés de diffuseurs en céramique existe au Japon, mais le produit reste coûteux et difficilement trouvable ailleurs.
Enfin, d'un point de vue pratique, il est important de savoir que la mise en place d'un système d'irrigation par jarre nécessite : le travail du sol en profondeur (25 à 30 cm en fonction de l'olla)  là où sera implanté la jarre, l'acquisition ou fabrication de jarre suffisamment perméables, le positionnement des jarres en tenant compte des cultures et du type de sol, et une fréquence de remplissage variable selon les exigences (voir section Calcul simplifié du besoin d'irrigation).

### Préparation du sol

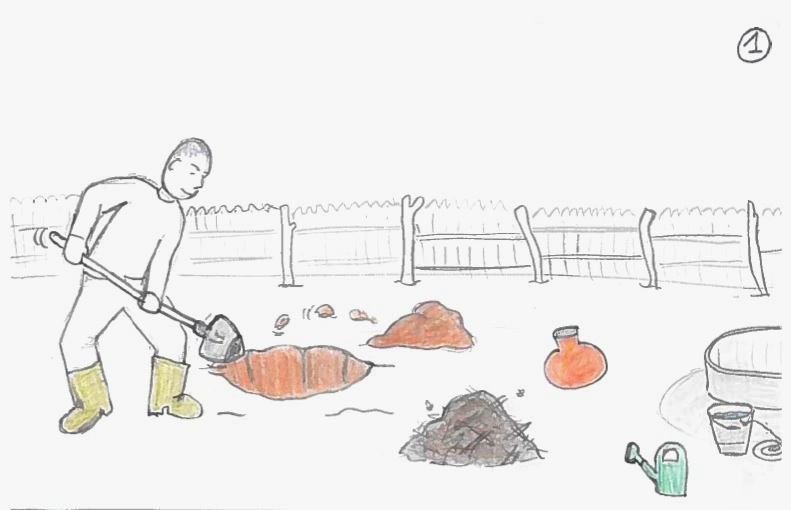
Installation d'une jarre d'irrigation.

Pour permettre une efficacité optimale d'un système d'irrigation souterrain, il est préférable d'avoir un sol bien aéré de façon à faciliter l'infiltration et l'écoulement de l'eau dans le sol.
Pour cela, il est recommandé de travailler la terre sur un espace mesurant trois fois la largeur de la jarre, et profond deux fois la hauteur de celle-ci. Pour le cas d'une jarre de diamètre 30 cm et de hauteur 25 cm, on creusera donc un trou circulaire d'environ 1 m de diamètre et 50 cm de profondeur. L'idéal est de remplir le trou ainsi creusé par un mélange de terre et compost. Disposez ensuite la jarre au centre, enterrée jusqu'au col.

### Positionnement des jarres

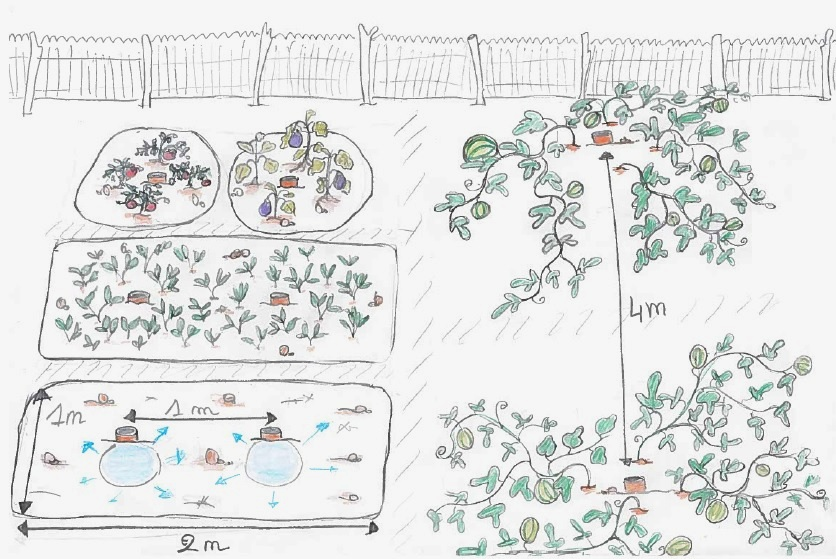
Espacement entre les jarres selon les types de cultures.

L'espacement varie en général entre 50 cm et 1,5 mètre, selon les conditions, et jusqu'à 4 mètres pour des cultures rampantes.
Sur un sol sableux, la zone d'humidité dépassant rarement les 30 cm de rayon les jarres doivent être espacées d'environ 50 cm. Sur un sol argileux, on peut augmenter l'espacement jusqu'à 1,5 m.
De plus, à perméabilité moyenne, dans le cas de jarres d'un volume égal ou inférieur à 5 L, il faudra compter plus de jarres car leur zone d'humidité sera plus réduite. A.E. Daka dans ces essais en Afrique du Sud conseillait un espacement de 50 cm (8 jarres pour un plancher de 4 m2) pour des jarres de 5 L. Avec des jarres d'un volume de 10 L, il est recommandé de les espacer d'environ 1 mètre les unes des autres.
Enfin, l'espacement entre les jarres dépendra du type de cultures : pour des cultures rampantes, il faut espacer les jarres de 3 à 4 mètres. Pour des cultures montantes, on pourra les positionner très rapprochées pour assurer une continuité dans l'humidité. 
Par ailleurs, selon les besoins de l'agriculteur, on peut disposer les jarres en ligne, pour faciliter l'utilisation d'outils mécanisés ou à traction, ou bien de façon aléatoire, suivant par exemple les caractéristiques plus ou moins accidentées du terrain.

### Installation et fréquence de remplissage

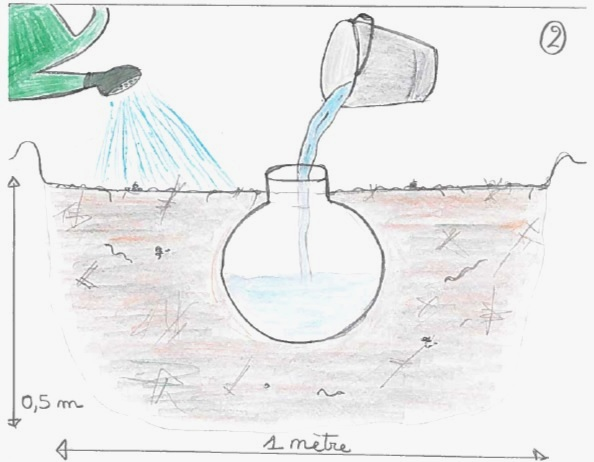
Installation de la jarre : arroser légèrement autour de la jarre et la remplir.

Une fois l'olla enterrée, on peut la remplir et arroser légèrement autour d'elle. Une olla va mettre jusqu'à sept jours pour atteindre sa zone d'humidité maximale, si elle est constamment remplie. 
La fréquence de remplissage peut être très variable, soit constante, quotidienne ou hebdomadaire. Cela dépend avant tout des besoins du jardinier/ de l'agriculteur.
Si l'objectif est d'obtenir un rendement élevé, il est préférable de remplir les jarres le plus souvent possible pour s'assurer que les plantes ne manqueront pas d'eau pour produire. La fréquence exacte de remplissage peut être calculée en fonction du stade de développement de la plante et de l'évapotranspiration de la zone, comme expliqué plus haut à la section Calcul simplifié du besoin d'irrigation.
Si l'objectif est d'économiser du temps, alors on peut ramener la fréquence d'arrosage à une ou deux fois par semaine sans que les plantes ne souffrent de stress hydrique, voire à moins si le volume de la jarre le permet. Mais il faut alors s'attendre à un rendement moindre. Selon certains auteurs, il est important de ne pas laisser le pot se sécher totalement, pour éviter les dépôts de minéraux qui boucheraient les pores. Selon David A. Bainbridge, il peut au contraire être intéressant de laisser une jarre s'assécher pour aérer le sol et les racines grâce à ses parois perméables.
Pour éviter l'évaporation et réduire ainsi les fréquences de remplissage, il ne faut pas oublier de couvrir l'ouverture de la jarre par un couvercle. Le couvercle doit être assez lourd et peut être peint de blanc pour limiter encore l'évaporation et rendre la jarre mieux visible au milieu des plantes. Le couvercle a aussi l'avantage d'empêcher l'entrée d'insectes ou d'animaux.

### Entretien
Les pores des jarres ayant tendance à se boucher avec le dépôt de résidus et de minéraux, il est nécessaire de les nettoyer une fois par an environ. Pour cela, on peut soit les laver en frottant bien parois, soit les faire cuire à nouveau, soit les nettoyer à l'aide d'acide hydrochlorique diluée ou du vinaigre blanc dilué. On peut aussi poncer légèrment la partie externe.

### Quels types de plantes?
Le système des ollas est adapté pour presque tous les types de plantes: plantes d'ornement, légumes, arbres.

#### Cultures annuelles
Pour les cultures annuelles, dont les légumes, comptez environ quatre pieds par jarre pour les tomates, melons ou grands plantes, plus dans le cas de plantes plus petites ou de grandes ollas. Dans les tests effectués par les scientifiques, une grande variété de légumes ont été testés avec succès, parmi lesquels on peut citer,:
- Herbes aromatiques (basilic, coriandre, menthe…) ;
- Tomates ;
- Choux et choux-fleurs ;
- Haricots ;
- Maïs ;
- Piment ;
- Concombre, melons ;
- Ail, oignon ;
- Pois ;
- Pommes de terre.

#### Cultures pérennes
Les cultures pérennes quant à elles ont fait l'objet de moins d'essais, mais semblent bénéficier aussi de cette méthode d'irrigation.
Dans sa thèse, A.E. Daka rapporte des taux de mortalité des jeunes plants d'arbres fruitiers beaucoup plus faibles avec les jarres (moins de 6 %, comparé à 36 % pour l'arrosoir), et des taux de croissance très intéressants (taille et diamètre des troncs).
En Inde, la technique d'irrigation par jarre était spécialement recommandée par M. H. Marigowda (en) pour les vergers en zone aride. Cette technique est aussi conseillée pour les efforts de reforestation,.
Dans ce dernier cas, David A. Bainbridge recommande de n'utiliser l'irrigation par jarre que durant la première année. En effet, après un an, et malgré la présence de l'irrigation, les arbres sont parvenus à développer des racines très profondes qui assureront leur survie. Pour les cultures pérennes, on compte en général une fréquence de remplissage moindre (allant jusqu'à une fois par mois), donc il est préférable d'opter pour une jarre d'un volume important, de 20 à 30 L.